# Olympisches Fußballturnier 1972/Finalrunde

## Spiel um Platz 3

### Sowjetunion – DDR 2:2n.V.(2:2, 2:1)
| Sowjetunion                                                          | Sowjetunion | DDR | DDR |
| -------------------------------------------------------------------- | --- | --- | --- |
| Sowjetunion                                                          | \| Sonntag: 10. September 1972 um 10:00 Uhr in München (Olympiastadion) \| \| Zuschauer: 80.000 \| \| Schiedsrichter: Armando Marques ( Brasilien) \| \| Spielbericht \| | \| Sonntag: 10. September 1972 um 10:00 Uhr in München (Olympiastadion) \| \| Zuschauer: 80.000 \| \| Schiedsrichter: Armando Marques ( Brasilien) \| \| Spielbericht \|                                                                                      | DDR |
| Sowjetunion                                                          | Jewgeni Rudakow – Murtas Churzilawa – Jurij Istomyn, Wolodymyr Kaplytschnyj, Jewgeni Lowtschew – Sergei Olschanski, Anatolij Kuksow, Howhannes Sanasanjan – Gennadi Jewrjuschichin (41. Andrei Jakubik), Wjatscheslaw Semenow (68. Arkadi Andreasjan), Oleh Blochin Cheftrainer: Alexander Ponomarjow | Jürgen Croy – Manfred Zapf – Frank Ganzera (20. Lothar Kurbjuweit), Konrad Weise, Bernd Bransch – Jürgen Pommerenke, Wolfgang Seguin (75. Eberhard Vogel), Hans-Jürgen Kreische – Jürgen Sparwasser, Peter Ducke, Joachim Streich Cheftrainer: Georg Buschner | DDR |
| Sowjetunion                                                          | 1:0 Blochin (10.) 2:0 Churzilawa (30.) | 2:1 Kreische (33., Handelfmeter) 2:2 Vogel (78.) | DDR |
| Sowjetunion                                                          | Churzilawa, Andreasjan | Kreische, Ducke | DDR |
| Sonntag: 10. September 1972 um 10:00 Uhr in München (Olympiastadion) | | |     |
| Zuschauer: 80.000                                                    | | |     |
| Schiedsrichter: Armando Marques ( Brasilien)                         | | |     |
| Spielbericht                                                         | | |     |

## Finale

### Polen – Ungarn 2:1 (0:1)
| Polen                                                                | Polen | Ungarn | Ungarn |
| -------------------------------------------------------------------- | --- | --- | ------ |
| Polen                                                                | \| Sonntag: 10. September 1972 um 20:15 Uhr in München (Olympiastadion) \| \| Zuschauer: 80.000 \| \| Schiedsrichter: Kurt Tschenscher ( BR Deutschland) \| \| Spielbericht \|                                                                   | \| Sonntag: 10. September 1972 um 20:15 Uhr in München (Olympiastadion) \| \| Zuschauer: 80.000 \| \| Schiedsrichter: Kurt Tschenscher ( BR Deutschland) \| \| Spielbericht \|                                          | Ungarn |
| Polen                                                                | Hubert Kostka – Jerzy Gorgoń – Zbigniew Gut, Lesław Ćmikiewicz, Zygmunt Anczok – Zygfryd Szołtysik, Kazimierz Deyna (76. Ryszard Szymczak), Jerzy Kraska, Zygmunt Maszczyk – Włodzimierz Lubański , Robert Gadocha Cheftrainer: Kazimierz Górski | István Géczi – Miklós Páncsics – Péter Vépi, László Bálint, Péter Juhász – Ede Dunai, Lajos Szűcs, Lajos Kű (74. Lajos Kocsis) – Mihály Kozma, Antal Dunai (79. Kálmán Tóth), Béla Várady Cheftrainer: Rudolf Illovszky | Ungarn |
| Polen                                                                | 1:1 Deyna (47.) 2:1 Deyna (68.) | 0:1 Várady (42.) | Ungarn |
| Polen                                                                | Vépi | | Ungarn |
| Sonntag: 10. September 1972 um 20:15 Uhr in München (Olympiastadion) | | |        |
| Zuschauer: 80.000                                                    | | |        |
| Schiedsrichter: Kurt Tschenscher ( BR Deutschland)                   | | |        |
| Spielbericht                                                         | | |        |